# Orazio Antonio Licandro
Orazio Antonio Licandro (Catania, 6 gennaio 1962) è un politico, giurista ed epigrafista italiano.

## Biografia
Laureato in giurisprudenza, svolge la professione di professore ordinario di Diritto romano e di Epigrafia e Papirologia giuridica presso l'Università degli studi "Magna Græcia" di Catanzaro e dal 2010 insegna Epigrafia giuridica presso il Corso di Alta Formazione in Diritto Romano dell'Università degli studi "La Sapienza" di Roma. È autore di monografie e di numerosi saggi sulle istituzioni giuridiche e politiche della Roma antica, pubblicati su riviste internazionali, atti di convegno, raccolte di studi. È direttore del Laboratorio di Epigrafia e Papirologia giuridica e condirettore di Minima Epigraphica et Papyrologica.
Dal 1985 al 2000 ha militato nel Partito Comunista Italiano e quindi nel Partito Democratico della Sinistra e nei Democratici di Sinistra.
Dal 13 ottobre 2000 è iscritto al Partito dei Comunisti Italiani, di cui è membro della Direzione Nazionale. È stato responsabile nazionale dell'organizzazione e membro della segreteria nazionale del partito.  Dal 1997 al 2005 è stato consigliere comunale a Catania.
È stato eletto nel 2006 con il Partito dei Comunisti Italiani alla Camera dei deputati. Nella XV legislatura è stato capogruppo Pdci della Commissione Affari costituzionali, alla Presidenza del Consiglio e Interni e della Commissione di inchiesta sul fenomeno della criminalità organizzata mafiosa o similare.
Dal 2009 è stato componente del coordinamento nazionale della Federazione della Sinistra, composta da Pdci, Prc, Socialismo 2000 e Lavoro e solidarietà.
Nel 2013 si candida alla Camera alle elezioni politiche, in quota al PdCI, con la lista Rivoluzione civile guidata da Antonio Ingroia, senza risultare eletto.
Tra gli ispiratori della lista "Sinistra per Catania" a sostegno del candidato sindaco - poi eletto - Enzo Bianco, il 1º luglio 2013 viene nominato assessore comunale del capoluogo etneo, con deleghe ai Saperi e alla Bellezza Condivisa e alle Relazioni internazionali.
Il 15 Settembre 2020, la Sezione giurisdizionale della Corte dei conti della Sicilia lo ha condannato al risarcimento del Comune di Catania per 22.000 euro e l’interdittiva legale per anni 10 “per avere contribuito al verificarsi del dissesto finanziario” dell’Ente.
Indagato in attesa di sentenza per l'inchiesta condotta dalla DIGOS di Catania per il caso Università Bandita.

## Opere
- Ab Urbe condita. Fonti per la storia del diritto romano dall'età regia a Giustiniano, con Nicola Palazzolo, Francesco Arcaria e Lucio Maggio, Catania, Torre, 1995. ISBN 88-7132-016-6; 1999. ISBN 88-7132-023-9; 2002. ISBN 88-7132-037-9.
- Storia giuridica di Roma. Principato e dominato, con Francesco Arcaria, Perugia, Margiacchi-Galeno, 1998. ISBN 88-86494-27-0.
- Le fonti di produzione del diritto romano. Epoca classica e postclassica, con Nicola Palazzolo, Francesco Arcaria, Lucio Maggio e Patrizia Sciuto, Catania, Torre, 1999. ISBN 88-7132-021-2.
- In magistratu damnari. Ricerche sulla responsabilità dei magistrati romani durante l'esercizio delle funzioni, Torino, Giappichelli, 1999. ISBN 88-348-9221-6.
- Tessera Paemeiobrigensis. Un nuovo editto di Augusto dalla Transduriana Provincia e l'imperium proconsulare del princeps. Rendiconto preliminare, con Felice Costabile, L'Erma di Bretschneider (Roma 2000), pp. 148. ISBN
- Il diritto inciso. Lineamenti di epigrafia giuridica romana, Torre Libreria Editrice (Catania 2002). ISBN 88-7132-036-0.
- Domicilium habere. Persona e territorio nella disciplina del domicilio romano, Giappichelli Editore (Torino 2004), pp. 499. ISBN 88-348-4587-0.
- Aegyptum imperio populi romani adieci. L'Egitto e la sua prefettura fra conservazione e innovazione nella politica augustea, Satura Editrice (Napoli 2008), pp. 134. ISBN 978-88-7607-051-8.
- Domicilium. Il principio dell'inviolabilità dalle XII tavole all'età tardoantica. Lezioni di esegesi, Giappichelli Editore (Torino 2009), pp. 140. ISBN 978-88-348-8795-0.
- L'occidente senza imperatori. Vicende politiche e costituzionali nell'ultimo secolo dell'impero romano d'Occidente 455-565 d.C., L'Erma di Bretschneider (Roma 2012), pp. 184. ISBN 978-88-8265-741-3.
- EDICTVM THEODERICI. Un misterioso caso librario del Cinquecento, L'Erma di Bretschneider (Roma 2013), pp. 226. ISBN 978-88-913069-3-7.
- Diritto romano. I. Storia costituzionale di Roma, Giappichelli Editore (Torino 2014), pp. 520. ISBN 978-88-348-4921-7
- L'irruzione del legislatore romano-germanico. Legge, consuetudini e giuristi nella crisi dell'Occidente imperiale (V-VI sec. d.C.), Jovene Editore (Napoli 2015), pp. 151. ISBN 978-88-243-2350-5
- Cicerone alla corte di Giustiniano. "Dialogo sulla scienza politica" (Vat. gr. 1298). Concezioni e dibattito sulle formae rei publicae nell'età dell'assolutismo imperiale, L'Erma di Bretschneider (Roma 2017), pp. 286. ISBN 978-88-913-1248-8
- Augusto e la res publica imperiale. Studi epigrafici e papirologici, Giappichelli Editore (Torino 2018), pp. 354. ISBN 978-88-921-1581-1